# Somebody That I Used to Know
"Somebody That I Used to Know"는 벨기에-오스트레일리아 음악가이자 가수인 고티에가 작사, 작곡, 프로듀싱한 곡으로, 뉴질랜드 가수 킴브라가 피처링으로 참여하였다. 2011년 7월 5일 호주와 뉴질랜드에서 일레븐 뮤직을 통해 고티에의 세 번째 스튜디오 앨범 《Making Mirrors》(2011년)의 두 번째 싱글로 발매되었다. 이후 2011년 12월 영국에서, 2012년 1월 20일 아일랜드와 미국에서 유니버설 뮤직을 통해 발매되었다. "Somebody That I Used to Know"는 고티에가 오스트레일리아 빅토리아주 모닝턴반도에 있는 그의 부모님 집에서 작곡하고 녹음하였으며, 가사는 그가 겪었던 연애 관계의 경험과 관련되어 있다.
이 곡은 미드템포의 발라드이다. 루이스 봉파의 앨범 《Luiz Bonfá Plays Great Songs》(1967년)에 수록된 인스트루멘탈 "Seville"과 루치아노 실리기니 가라냐니의 "Milla piccolo cagnetto"를 샘플링하였으며, 타악기는 "Baa, Baa, Black Sheep" 멜로디를 기반으로 한 실로폰 위에 라틴과 아프리카 리듬을 혼합하였다. 가사적으로는 연인 관계 이후의 상황을 양쪽 당사자의 관점에서 묘사하고 있다.
상업적으로 "Somebody That I Used to Know"는 전 세계적인 성공을 거두었으며 두 아티스트의 대표곡이 되었다. 이 곡은 호주, 뉴질랜드, 영국, 미국을 비롯한 25개 이상의 공식 차트에서 1위를 차지했으며, 30개 이상의 국가에서 톱 10에 진입하였다. 이 곡은 2011년 플랑드르(벨기에)에서 가장 상업적으로 성공한 레코딩이었으며, 2012년 캐나다, 이스라엘, 영국, 미국, 왈로니아(벨기에)에서 가장 성공한 곡이었고, 2010년대 호주에서 호주 아티스트에 의해 가장 성공한 곡이었다. 이 곡은 호주에서 다이아몬드 인증을 포함하여 10개국에서 멀티 플래티넘 인증을 받았다. 전 세계적으로 "Somebody That I Used to Know"는 1,300만 장 이상 판매되어 역대 가장 많이 판매된 디지털 싱글 중 하나가 되었다. 핫 100 차트 외에도 《빌보드》의 연말 어덜트 톱 40, 얼터너티브 에어플레이 차트, 그리고 전 세계의 다른 많은 차트에서도 정상에 올랐다. 2024년 10월 기준, 스포티파이에서 23억 회 이상 스트리밍되었다.
이 곡은 2011년 말 트리플 J 핫테스트 100 투표에서 1위를 차지했으며, ARIA 뮤직 어워드에서 올해의 노래와 최우수 비디오 상을 수상하였다. 킴브라는 최우수 여성 아티스트로 선정되었고, 고티에는 최우수 남성 아티스트와 올해의 프로듀서로 선정되었다. 제55회 그래미 어워드에서 "Somebody That I Used to Know"는 '최우수 팝 듀오/그룹 퍼포먼스'와 '올해의 레코드' 상을 수상하였다. 이 곡은 또한 《더 보이스》, 《아메리칸 아이돌》, 《새터데이 나이트 라이브》 등 미국의 주요 텔레비전 쇼에서 여러 차례 공연되었다.

## 작곡과 녹음
고티에는 《Sound on Sound》와의 인터뷰에서 "Somebody That I Used to Know" 작곡에 관해 다음과 같이 설명하였다.
"Somebody"를 작곡하는 과정은 점진적이고 선형적이었다. 처음에는 루이스 봉파의 샘플로 시작했고, 그 다음에 드럼을 찾았으며, 그 후에 가사와 멜로디 작업을 시작했고, 흔들리는 기타 샘플 멜로디를 추가했다. 그 후, 잠시 휴식을 취하고 몇 주 후에 다시 작업으로 돌아와 코러스 코드 진행을 결정하고, 코러스 멜로디를 작곡했으며, 라틴 루프와 타악기, 그리고 공간을 더 채우는 플루트 소리 같은 사운드를 결합했다. 그 시점에서 나는 막다른 벽에 부딪혔다. '이 정도면 꽤 괜찮은데, 어떻게 하면 빨리 마무리할 수 있을까?'라고 생각했고, 노래를 완성하기 위해 쉬운 결정을 내리려고 했다. 코러스를 반복하거나, 인스트루멘탈 브릿지, 템포나 키의 변화도 고려했고, 심지어 첫 번째 코러스 후에 노래를 끝내는 것도 생각했다. 하지만 어느 것도 충분히 강력하게 느껴지지 않았다. 그래서 세 번째 세션은 여성 파트를 작곡하고 관점을 바꾸는 것에 관한 것이었다. "Somebody"의 편곡은 내가 텍스처나 아이디어 플랫폼에 영감을 주는 사운드를 향해 나아가는 과정을 반영하고 있으며, 소닉 조작과 독창적인 멜로디, 화성적 아이디어를 통해 그것을 나만의 것으로 만들었다. 아마도 레코드에서 가져온 사운드와 내가 직접 만든 샘플의 균형은 아마 50대 50 정도일 것이다.
"Somebody That I Used to Know"는 미드템포의 아트 팝 노래이며 4분 5초의 길이를 가지고 있다. 고티에는 브라질 재즈 기타리스트 루이스 봉파의 1967년 인스트루멘탈 곡 "Seville"의 샘플을 사용했으며, 비트와 "Baa, Baa, Black Sheep"을 바탕으로 한 멜로디를 연주하는 실로폰을 추가로 편곡하였다. 이 곡은 빅토리아주 모닝턴반도에 있는 그의 부모님의 헛간에서 고티에가 직접 작곡하고 프로듀싱하였다. 고티에는 이 노래를 "상당히 선형적인 방식으로" 작곡했다고 언급하며, "첫 번째 절, 두 번째 절을 작곡했고, 첫 번째 코러스의 끝까지 왔을 때 처음으로 '이 남자의 이야기에 흥미로운 방식으로 더할 것이 없다'고 생각했다. 약하게 느껴졌다"고 설명했다.
이 트랙은 2011년 1월부터 5월 사이에 녹음되었으며, 고티에는 적합한 여성 보컬리스트를 찾는 데 어려움을 겪었다. "'유명한' 여성 보컬리스트"가 마지막 순간에 협업을 취소했고, 킴브라가 "대체자로서 운 좋게 선택되었다". 그는 자신의 여자친구인 태쉬 파커를 테스트했지만 "어쩐지 그들의 행복이 잘 맞지 않았다"고 하여 결국 이 곡의 믹서의 추천에 따라 킴브라의 목소리를 사용하게 되었다. 클릭 뮤직의 마틴 데이비스는 이 노래를 "즉각적으로 매혹적"이라고 평가했으며, 킴브라의 목소리를 "깨끗하고 설탕처럼 달콤하다"고 표현했고, 가수 케이티 페리와 "기이하게 닮았다"고 추가로 언급했다.
고티에는 이 노래가 "확실히 내가 관계가 깨지는 다양한 경험에서 비롯되었으며, 노래의 더 성찰적인 부분에서는 그러한 다양한 관계의 여파와 기억, 그것들이 무엇이었고 어떻게 깨졌는지, 그리고 모두의 마음속에 무슨 일이 일어나고 있는지를 다루고 있다. 그래서 이것은 다양한 감정의 혼합물이지만 완전히 꾸며낸 것은 아니다"라고 말했다. 《롤링 스톤》(호주판)과의 인터뷰에서 그는 이 노래를 "여러 과거 관계의 선별된 반영"이라고 설명했다.
2024년, 고티에와 킴브라는 피셔, 크리스 레이크, 산테 산소네와 함께 이 노래의 리믹스 버전을 발표했다.

## 뮤직 비디오
"Somebody That I Used to Know"의 뮤직비디오는 호주 아티스트 나타샤 핀커스가 제작, 감독, 편집하였으며 호주 촬영감독 워릭 필드가 촬영하였다. 이 클립에서 고티에와 킴브라는 처음부터 끝까지 나체로 등장하며, 그들이 노래할 때 그의 피부는 스톱모션 애니메이션을 통해 점진적으로 배경에 녹아들게 페인팅된다. 감독판에서는 가려진 누드까지 포함되었으나, 이 버전은 공개된 적이 없다. 비디오의 배경은 고티에의 아버지 프랭크 드 배커가 1980년대에 만든 예술 작품에 기반하고 있으며, 그는 또한 관련 앨범 《Making Mirrors》의 커버 아트를 디자인하였다. 애들레이드에 기반을 둔 호주 아티스트이자 스킨 일러스트레이터인 엠마 핵은 핀커스에 의해 고티에와 킴브라의 바디 페인팅 작업을 위해 고용되었다. 멜버른의 무대 예술가 하워드 클라크가 배경을 그렸다. 핵에 따르면, 고티에와 킴브라를 하워드의 배경에 맞게 그리는 데 23시간 이상이 걸렸다. 그들의 페인팅은 그들의 결합된 관계를 상징한다.
공식 공개 전, 뮤직비디오는 테이크 40 오스트레일리아 웹사이트를 통해 유출되었다. 핀커스에 따르면, "우리 시스템에서 도난당했다. 항상 세상에 나오고 싶었던 것 같다. 5분 내에 어디에나 퍼졌다." 2011년 7월 30일 유튜브와 호주 음악 쇼 《Rage》에서 공식적으로 공개되었다. 이 뮤직비디오는 예술적 스타일로 잘 받아들여져 처음 2주 동안 20만 뷰를 기록했으며, 배우 애쉬튼 커처와 케이티 페리의 트위터를 통한 홍보도 받았다.
"정말 대단한 비디오다!" 스노 패트롤의 게리 라이트보디는 《Q》에 열광적으로 말했다. "나는 이것에 빠져들었는데, 단지 내가 킴브라에게 반해서가 아니다. 고티에 자신도 확실히 매력적인 캐릭터다... 그의 엄숙하게 표현력 있는 눈은 그의 가사가 시작하는 여정을 완성한다. '네가 나에게 맞는 사람이라고 스스로에게 말했지만 네 곁에서는 너무 외로웠다' - 단순하고, 순수하며, 파괴적이다. 사랑의 끝을 산문적인 잔인함으로 말하는 제목 라인보다 더한 것은 없다: '이제 너는 내가 알았던 그저 누군가일 뿐이다.' 훌륭한 비디오, 강력한 가사, 그리고 놀라운 목소리. 오, 그리고 킴브라... 나의 불쌍한 마음..."
2022년 11월 1일, 이 비디오는 유튜브에서 20억 뷰와 1,300만 좋아요를 기록했다. "Somebody That I Used to Know" 비디오는 연례 《Rage》 피프티 카운트다운에서 1위로 투표되었다. 《새터데이 나이트 라이브》에서 앤디 샘버그와 태런 킬럼은 고티에가 2012년 4월 14일 쇼에 출연한 것과 함께 "디지털 쇼트"를 통해 이 비디오를 패러디했다. 이 비디오는 2012 MTV 비디오 뮤직 어워드에서 올해의 비디오와 최우수 편집상 후보에 올랐다. 2015년 1월 기준, 《빌보드》는 이 비디오를 2010년대(그때까지) 최고의 20개 비디오 중 하나로 선정하였다.

## 곡 목록
| Digital download 1. "Somebody That I Used to Know" (Gotye featuring Kimbra) – 4:04 2. "Somebody That I Used to Know" (Radio Mix) (Gotye featuring Kimbra) – 3:33 3. "Somebody That I Used to Know" (Instrumental) (Gotye)—4:04 Digital download – Remix 1. "Somebody That I Used to Know" (Gotye featuring Kimbra) (Tiësto Remix) – 4:33 | 7-inch vinyl single 1. "Somebody That I Used to Know" (Gotye featuring Kimbra) – 4:04 2. "Bronte" – 3:13 CD single 1. "Somebody That I Used to Know" (Gotye featuring Kimbra) – 4:04 2. "Easy Way Out" – 1:57 |

| #   | 제목                                                                           | 재생 시간 |
| --- | ------------------------------------------------------------------------------ | --------- |
| 11. | 〈Somebody That I Used to Know (Gotye featuring The Basics and Monty Cotton)〉 | 4:47      |

## 같이 보기
- 2012년 빌보드 핫 100 차트 1위 목록